# Agustín Mario Cejas
Agustín Mario Cejas (Buenos Aires, 22 de març de 1945 - Buenos Aires, 14 d'agost de 2015) fou un futbolista argentí que jugava com a porter.

## Trajectòria
El seu principal club fou el Racing Club de Avellaneda on ingressà amb 13 anys el 1959. Amb només 17 debutà amb el primer equip el 1962. El 1966 guanyà la lliga argentina i l'any següent la Copa Libertadores i la Copa Intercontinental de futbol, aquesta darrera competició derrotant el Celtic FC i esdevenint el primer club argentí campió del món. Disputà un total de 313 partits al club.
Durant els anys 70 jugà a diversos clubs argentins i brasilers com el Santos de Pelé, club on el 1973 guanyà el Campionat paulista i fou escollit millor jugador al Brasil. També jugà a Club Atlético Huracán, Grêmio i River Plate. Amb River tornà a guanyar el campionat argentí el 1981.
Jugà amb la selecció Argentina als Jocs Olímpics d'Estiu de 1964.

## Palmarès
Racing Club
- Lliga argentina de futbol: 1966
- Copa Libertadores: 1967

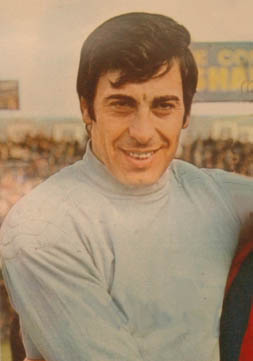
Agustín Cejas.

- Copa Intercontinental de futbol: 1967

Santos
- Campionat paulista: 1973

River Plate
- Lliga argentina de futbol: 1981